# Machézal
Machézal est une commune française située dans le département de la Loire en région Auvergne-Rhône-Alpes.

## Géographie

### Climat
Pour des articles plus généraux, voir Climat d'Auvergne-Rhône-Alpes et Climat de la Loire.
En 2010, le climat de la commune est de type climat des marges montargnardes, selon une étude du Centre national de la recherche scientifique s'appuyant sur une série de données couvrant la période 1971-2000. En 2020, Météo-France publie une typologie des climats de la France métropolitaine dans laquelle la commune est exposée à un climat de montagne ou de marges de montagne et est dans la région climatique Nord-est du Massif Central, caractérisée par une pluviométrie annuelle de 800 à 1 200 mm, bien répartie dans l’année.
Pour la période 1971-2000, la température annuelle moyenne est de 10 °C, avec une amplitude thermique annuelle de 16,2 °C. Le cumul annuel moyen de précipitations est de 944 mm, avec 10,7 jours de précipitations en janvier et 7,7 jours en juillet. Pour la période 1991-2020, la température moyenne annuelle observée sur la station météorologique installée sur la commune est de 11,3 °C et le cumul annuel moyen de précipitations est de 819,9 mm,. Pour l'avenir, les paramètres climatiques de la commune estimés pour 2050 selon différents scénarios d'émission de gaz à effet de serre sont consultables sur un site dédié publié par Météo-France en novembre 2022.
| Mois                                  | jan.           | fév.          | mars           | avril           | mai           | juin          | jui.          | août           | sep.          | oct.            | nov.            | déc.           | année     |
| ------------------------------------- | -------------- | ------------- | -------------- | --------------- | ------------- | ------------- | ------------- | -------------- | ------------- | --------------- | --------------- | -------------- | --------- |
| Température minimale moyenne (°C)     | 0,5            | 0,4           | 3              | 5,7             | 9,2           | 12,8          | 14,5          | 14,7           | 11,3          | 8,5             | 3,9             | 1,3            | 7,2       |
| Température moyenne (°C)              | 3,2            | 3,7           | 7,1            | 10,3            | 14,1          | 18,2          | 20            | 20             | 16,1          | 12,1            | 6,9             | 4              | 11,3      |
| Température maximale moyenne (°C)     | 6              | 6,9           | 11,2           | 15              | 19            | 23,5          | 25,4          | 25,3           | 20,8          | 15,8            | 9,8             | 6,8            | 15,5      |
| Record de froid (°C) date du record   | −11,5 30.01.05 | −15 07.02.12  | −13,8 01.03.05 | −5,7 03.04.1996 | −0,2 05.05.19 | 3,3 03.06.06  | 6,6 15.07.16  | 4,5 28.08.1998 | 1,8 25.09.02  | −5,6 29.10.1997 | −9,2 21.11.1998 | −13,1 26.12.10 | −15 2012  |
| Record de chaleur (°C) date du record | 19,6 30.01.02  | 20 20.02.1998 | 23,5 24.03.01  | 26,6 25.04.07   | 31 13.05.15   | 38,6 27.06.19 | 39,7 31.07.20 | 38,2 13.08.03  | 32,4 14.09.20 | 28 07.10.09     | 22,6 07.11.15   | 18,6 23.12.14  | 39,7 2020 |
| Précipitations (mm)                   | 52,5           | 44,3          | 47,7           | 66              | 83,6          | 71,1          | 78,7          | 81,9           | 62,7          | 80,3            | 91,3            | 59,8           | 819,9     |

## Urbanisme

### Typologie
Au 1er janvier 2024, Machézal est catégorisée commune rurale à habitat dispersé, selon la nouvelle grille communale de densité à sept niveaux définie par l'Insee en 2022.
Elle est située hors unité urbaine et hors attraction des villes,.

### Occupation des sols
L'occupation des sols de la commune, telle qu'elle ressort de la base de données européenne d’occupation biophysique des sols Corine Land Cover (CLC), est marquée par l'importance des territoires agricoles (74,8 % en 2018), une proportion sensiblement équivalente à celle de 1990 (74,9 %). La répartition détaillée en 2018 est la suivante : 
prairies (65,9 %), forêts (25,2 %), zones agricoles hétérogènes (8,9 %). L'évolution de l’occupation des sols de la commune et de ses infrastructures peut être observée sur les différentes représentations cartographiques du territoire : la carte de Cassini (XVIIIe siècle), la carte d'état-major (1820-1866) et les cartes ou photos aériennes de l'IGN pour la période actuelle (1950 à aujourd'hui).

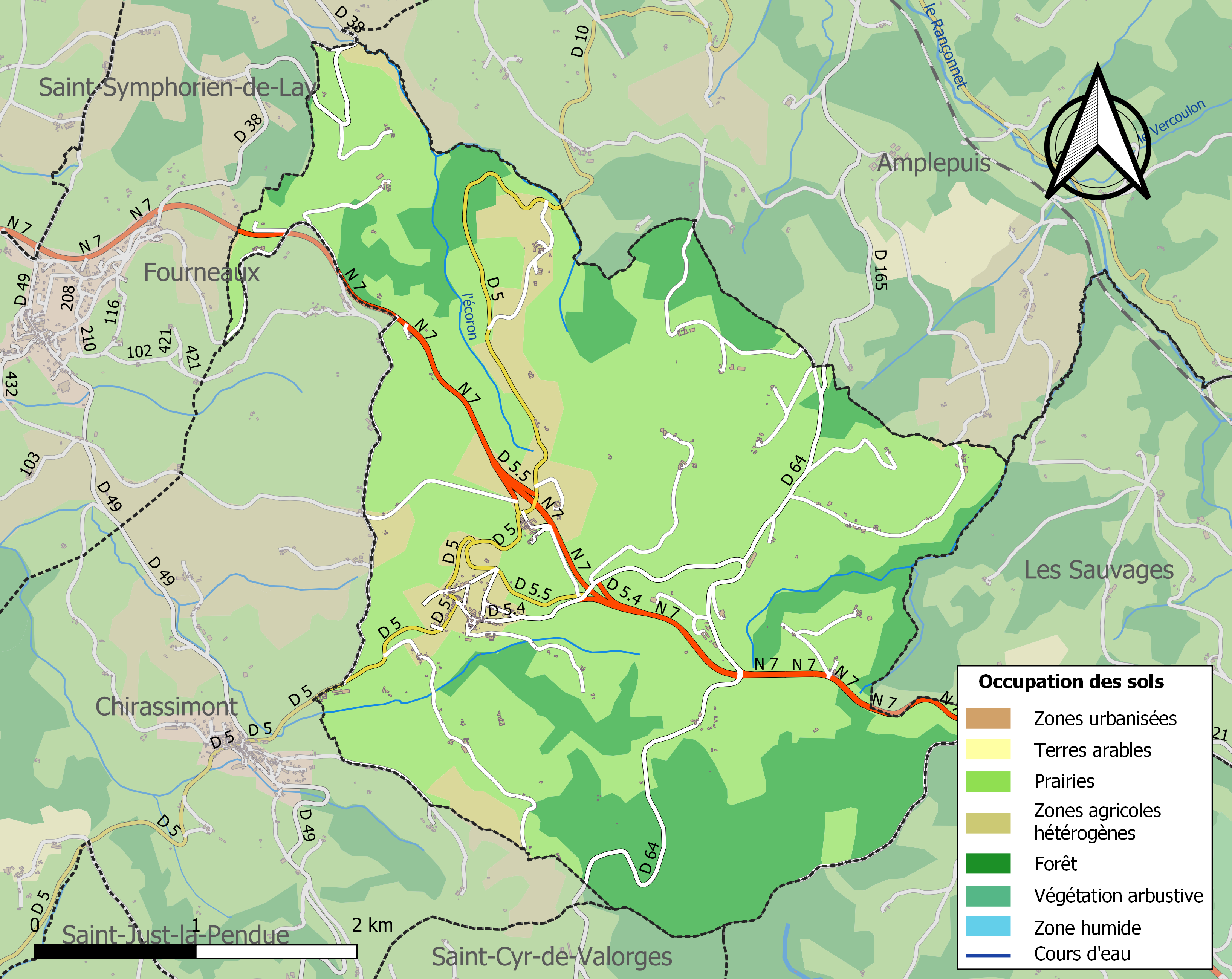
Carte des infrastructures et de l'occupation des sols de la commune en 2018 (CLC).

## Histoire
Machezal est une des plus anciennes paroisses connues de l'ancien canton de Saint-Symphorien-de-Lay puisqu’on en trouve la trace dans un document daté de 967 dans lequel un dénommé Milo donne à l'abbaye de Cluny l'église Saint-Julien dans le village de Machezal.
Jusqu'en 1846, Machezal était un hameau de Chirassimont.
Son histoire est étroitement liée à celle de l'ancienne route Royale rénovée vers 1750 qui allait de Paris à Lyon en traversant la montagne de Tarare par le col du Pin-Bouchain (885 mètres). Cette route jouait un important rôle de communication entre la Loire et le Rhône. Vers 1835, elle a été remplacée par l'actuelle route Nationale 7. Jusqu'en 1802, un relais de poste se trouvait à la Fontaine, à proximité du bourg. Il sera transféré par la suite au Pin Bouchain.

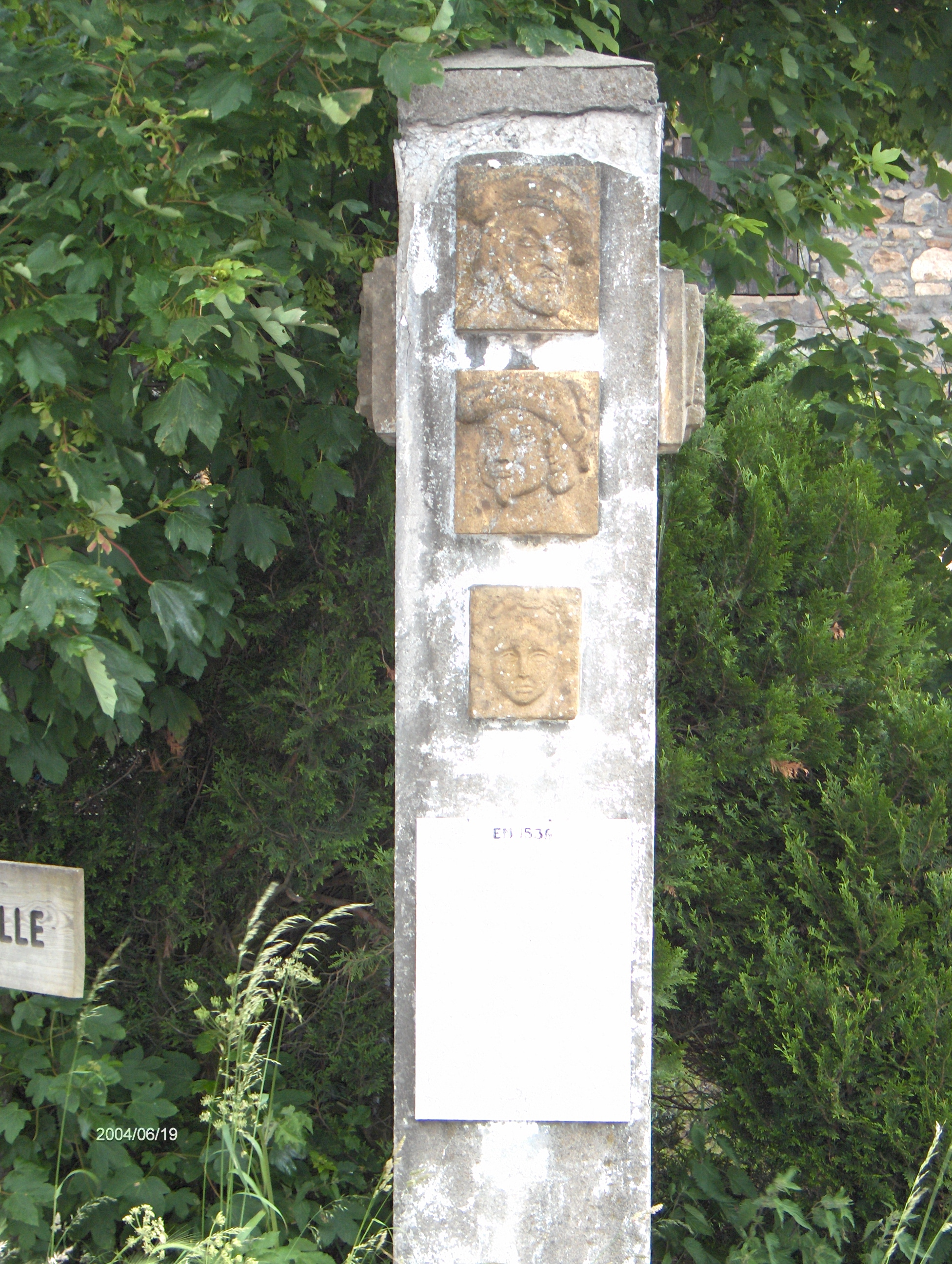
Stèle de la chapelle de Sienne.

Deux évènements historiques se situent à la Chapelle, hameau voisin du col :
Le premier est rapporté par Martin du Bellay dans ses mémoires de guerre : « En  en haut de la Montagne de Tarare, où il y avait une chapelle appelée Sienne, le roi François Ier reçu Jacques V d'Écosse qui, après force civilités lui demanda la main de sa fille Magdelaine ». L'affaire se fit et le mariage eut lieu le 1er janvier 1537 à Notre-Dame de Paris. Hélas, Magdelaine mourut quelques mois plus tard et Jacques V se remaria avec Marie de Guise-Lorraine ; de cette union naquit la célèbre reine Marie Stuart. Il ne reste rien de cette chapelle (ruinée sous la Terreur) que le nom du hameau, où une stèle a été érigée en 1969 par la Société d'Archéologie et d'Histoire des Monts de Tarare pour commémorer l’événement.
La deuxième se situe pendant la Révolution, alors que la montagne de Tarare, hostile à certains principes révolutionnaires, abrite dans ses villages de nombreux prêtres réfractaires et constitue un véritable foyer insurrectionnel. Il s'agit de « l'affaire de La Chapelle », à laquelle ont participé, le 11 février 1798, plusieurs centaines de paysans des villages alentour. Il s'agissait de délivrer cinq prêtres réfractaires condamnés par le tribunal de Lyon et conduits en déportation sous la garde d'une vingtaine de gendarmes et soldats. Les prêtres réussirent à s'enfuir à l'exception de l'un d'entre eux, tué pendant l'échauffourée qui fit de surcroît trois victimes parmi les membres de l'escorte.

## Politique et administration
| Période                                  | Période  | Identité          | Étiquette | Qualité |
| ---------------------------------------- | -------- | ----------------- | --------- | ------- |
| Les données manquantes sont à compléter. |          |                   |           |         |
| 1954                                     |          | Paul du Colombier |           |         |
| 2014                                     | En cours | Béatrice Fournel  |           |         |

## Démographie

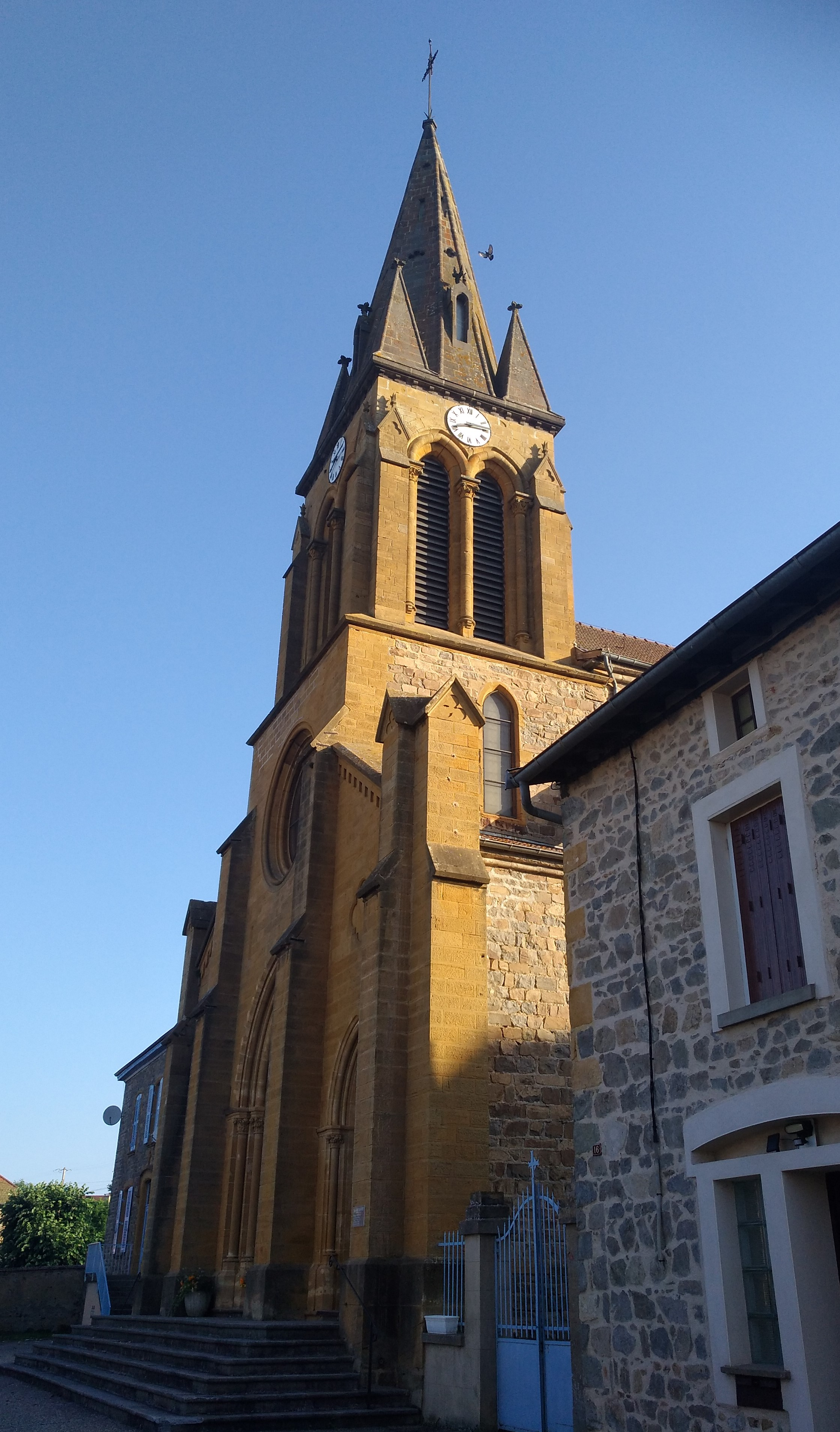
Clocher de l'église Saint-Jean-Baptiste.

L'évolution du nombre d'habitants est connue à travers les recensements de la population effectués dans la commune depuis 1846. Pour les communes de moins de 10 000 habitants, une enquête de recensement portant sur toute la population est réalisée tous les cinq ans, les populations de référence des années intermédiaires étant quant à elles estimées par interpolation ou extrapolation. Pour la commune, le premier recensement exhaustif entrant dans le cadre du nouveau dispositif a été réalisé en 2005.

En 2022, la commune comptait 401 habitants, en évolution de +3,35 % par rapport à 2016 (Loire : +1,32 %, France hors Mayotte : +2,11 %).
| 1846  | 1851  | 1856  | 1861  | 1866  | 1872  | 1876  | 1881 | 1886 |
| ----- | ----- | ----- | ----- | ----- | ----- | ----- | ---- | ---- |
| 1 259 | 1 105 | 1 096 | 1 165 | 1 187 | 1 110 | 1 082 | 956  | 876  |

| 1891 | 1896 | 1901 | 1906 | 1911 | 1921 | 1926 | 1931 | 1936 |
| ---- | ---- | ---- | ---- | ---- | ---- | ---- | ---- | ---- |
| 850  | 856  | 816  | 818  | 759  | 624  | 570  | 508  | 496  |

| 1946 | 1954 | 1962 | 1968 | 1975 | 1982 | 1990 | 1999 | 2005 |
| ---- | ---- | ---- | ---- | ---- | ---- | ---- | ---- | ---- |
| 461  | 465  | 403  | 353  | 323  | 315  | 306  | 361  | 399  |

| 2006 | 2010 | 2015 | 2020 | 2022 | - | - | - | - |
| ---- | ---- | ---- | ---- | ---- | - | - | - | - |
| 402  | 419  | 396  | 395  | 401  | - | - | - | - |

## Lieux et monuments
- Église Saint-Jean-Baptiste de Machézal

## Personnalités liées à la commune
- Sophie Vallier[12] :

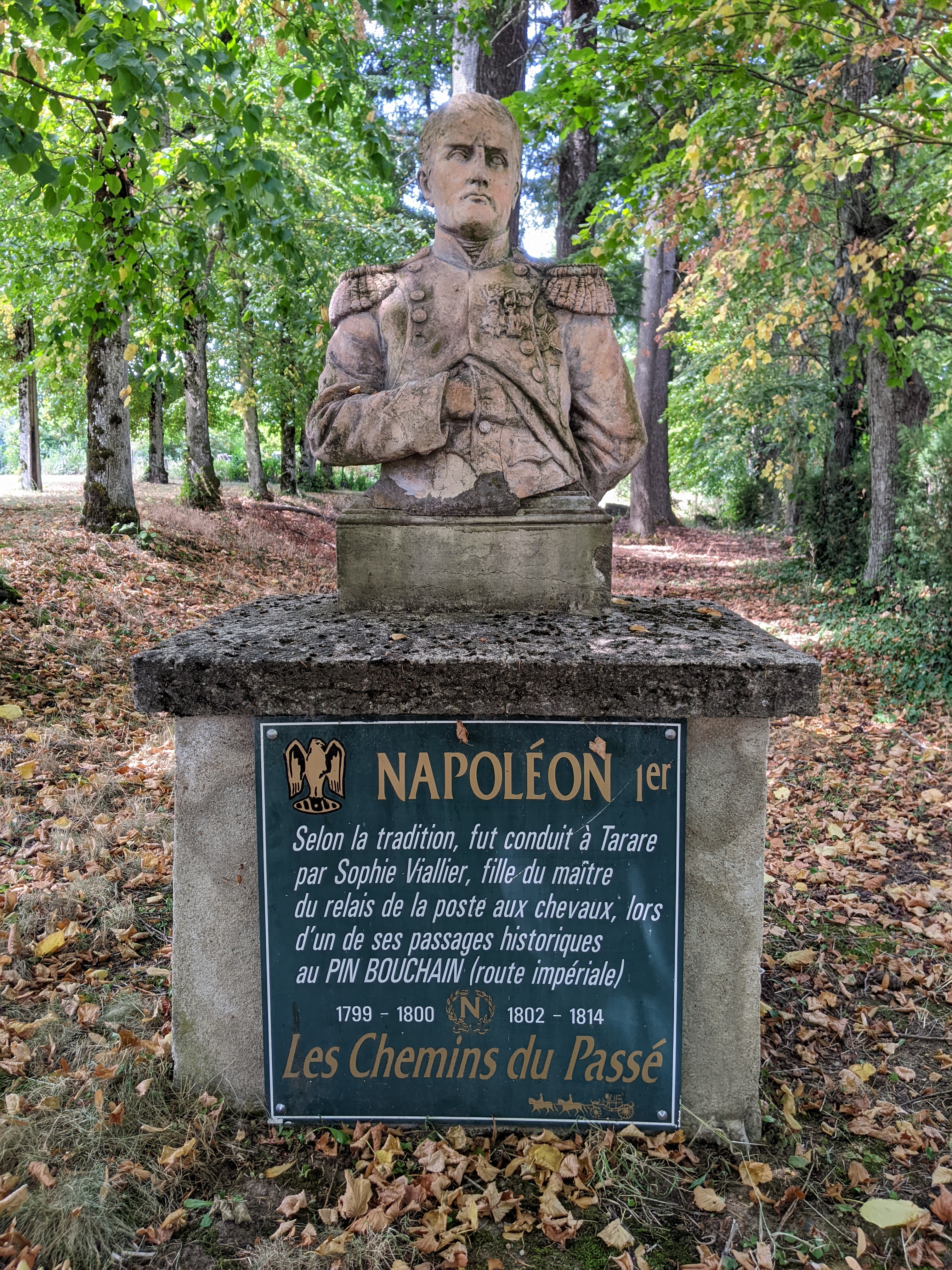
Buste de Napoléon commémorant l'empereur et son passage sur la commune.

Fille du maître de poste du relais du Pin Bouchain, elle est née en 1792. Elle succédera à son père puisqu'elle obtint le brevet royal de maître de poste en 1824. Elle y vivait encore en 1835 comme l'atteste un avis dans le Journal de Roanne faisant état d'un différend foncier avec son mari.
D'elle le curé de Machezal disait : "C'est une sacrée bonne femme. Elle vaut bien deux hommes et pas n'importe lesquels !".
Elle s'est rendue célèbre par la répartie qu'elle aurait donné à Napoléon. Il s'étonnait de la cherté des œufs qu'elle lui avait servi en lui demandant s'ils étaient si rares que cela. Elle aurait rétorqué : "Ce ne sont pas les œufs qui sont rares, Sire, ce sont les empereurs".
Il n'a pas du lui en tenir rigueur, puisqu'on raconte aussi qu'à la fin de son règne, Napoléon qui se rendait à Lyon, a été dépanné par elle : sa berline abordait le col du Pin-Bouchain sous une neige épaisse et en plein brouillard. Il n'était pas question d'entreprendre la périlleuse descente vers Tarare. C'est Sophie Vallier qui, connaissant les moindres détails du chemin, conduisit les chevaux. Quelques semaines plus tard, l'une des malles-poste impériales assurant le trajet régulier de Paris à Lyon déposait au Pin Bouchain un paquet contenant six tasses en argent gravées à son nom.